# بيفيرتون
بيفيرتون هي مدينة في مقاطعة واشنطن في ولاية أوريغون الأمريكية، وتبعد 11 ميل عن وسط مدينة بورتلاند على نهر توالاتين.

## التركيبة السكانية
قام مكتب تعداد الولايات المتحدة بتحديد بيانات التركيبة السكانية لبيفيرتونفي تعداد الولايات المتحدة. في ما يلي، التركيبة السكانية حسب تعدادي 2000 و2010.

### تعداد عام 2000
بلغ عدد سكان بيفرتون 1,106 نسمة بحسب تعداد عام 2000، وبلغ عدد الأسر 496 أسرة وعدد العائلات 291 عائلة مقيمة في المدينة.
وتوزع التركيب العرقي للمدينة بنسبة 97.02% من البيض و 0.63% من الأمريكيين الأصليين و 0.09% من الأمريكيين ذوي الأصول الآسيوية و 0.99% من الأمريكيين الأفارقة و 1.18% من عرقين مختلطين أو أكثر.
بلغ عدد الأسر 496 أسرة كانت نسبة 29.2% منها لديها أطفال تحت سن الثامنة عشر تعيش معهم، وبلغت نسبة الأزواج القاطنين مع بعضهم البعض 41.5% من أصل المجموع الكلي للأسر، ونسبة 13.9% من الأسر كان لديها معيلات من الإناث دون وجود شريك، وكانت نسبة 41.3% من غير العائلات. تألفت نسبة 39.5% من أصل جميع الأسر من أفراد ونسبة 19.2% كانوا يعيش معهم شخص وحيد يبلغ من العمر 65 عاماً فما فوق. وبلغ متوسط حجم الأسرة المعيشية 2.96، أما متوسط حجم العائلات فبلغ 2.23.
بلغ العمر الوسطي للسكان 37 عاماً. وكانت نسبة 27.1% من القاطنين تحت سن الثامنة عشر، وكانت نسبة 9.0% بين الثامنة عشرة والأربعة وعشرين عاماً، ونسبة 25.1% كانت واقعةً في الفئة العمرية ما بين الخامسة والعشرين والأربعة وأربعين عاماً، ونسبة 20.3% كانت ما بين الخامسة والأربعين والرابعة والستين، ونسبة 18.4% كانت ضمن فئة الخامسة والستين عاماً فما فوق. يوجد لكل 100 أنثى 87.1 ذكر، ويوجد لكل 100 أنثى في الثامنة عشر من عمرها فما فوق 77.5 ذكر.
بلغ متوسط دخل الأسرة في المدينة 20,625 دولار، أما متوسط دخل العائلة فبلغ 27,813 دولار. وكان متوسط دخل الذكور 29,722 دولار مقابل 18,558 دولار للإناث. وسجل دخل الفرد الخاص بالمدينة 12,125 دولار. وكانت نسبة 18.1% من العائلات ونسبة 21.9% من السكان تحت خط الفقر، وكان من هؤلاء نسبة 26.9% تحت سن الثامنة عشر ونسبة 15.2% في الخامسة والستين من العمر وما فوق.

### تعداد عام 2010
بلغ عدد سكان بيفيرتون 89,803 نسمة بحسب تعداد عام 2010، وبلغ عدد الأسر 37,213 أسرة وعدد العائلات 21,915 عائلة مقيمة في المدينة. في حين سجلت الكثافة السكانية 4,794.6 نسمة لكل ميل مربع (1,851.2/كم2). وبلغ عدد الوحدات السكنية 39,500 وحدة بمتوسط كثافة قدره 2,108.9 لكل ميل مربع (814.3/كم2).
وتوزع التركيب العرقي للمدينة بنسبة 73.0% من البيض و 0.6% من الأمريكيين الأصليين و 10.5% من الأمريكيين ذوي الأصول الآسيوية و 0.5% من سكان جزر المحيط الهادئ و 2.6% من الأمريكيين الأفارقة و 4.5% من عرقين مختلطين أو أكثر.
بلغ عدد الأسر 37,213 أسرة كانت نسبة 31.0% منها لديها أطفال تحت سن الثامنة عشر تعيش معهم، وبلغت نسبة الأزواج القاطنين مع بعضهم البعض 43.7% من أصل المجموع الكلي للأسر، ونسبة 10.6% من الأسر كان لديها معيلات من الإناث دون وجود شريك، بينما كانت نسبة 4.6% من الأسر لديها معيلون من الذكور دون وجود شريكة وكانت نسبة 41.1% من غير العائلات. تألفت نسبة 30.9% من أصل جميع الأسر من أفراد ونسبة 8.5% كانوا يعيش معهم شخص وحيد يبلغ من العمر 65 عاماً فما فوق. وبلغ متوسط حجم الأسرة المعيشية 3.03، أما متوسط حجم العائلات فبلغ 2.39.
بلغ العمر الوسطي للسكان 34.7 عاماً. وكانت نسبة 22.9% من القاطنين تحت سن الثامنة عشر، وكانت نسبة 9.2% بين الثامنة عشرة والأربعة وعشرين عاماً، ونسبة 33% كانت واقعةً في الفئة العمرية ما بين الخامسة والعشرين والأربعة وأربعين عاماً، ونسبة 24.5% كانت ما بين الخامسة والأربعين والرابعة والستين، ونسبة 10.4% كانت ضمن فئة الخامسة والستين عاماً فما فوق. وتوزع التركيب الجنسي للسكان بنسبة 48.6% ذكور و51.4% إناث.